# 武威郡
武威郡（ぶい-ぐん）は、中国にかつて存在した郡。漢代から唐代にかけて、現在の甘粛省武威市一帯に設置された。

## 概要
もとは匈奴の休屠王の領地であった。紀元前101年（前漢の太初4年）、武威郡が置かれた。武威郡は涼州に属し、姑臧・武威・張掖・休屠・揟次・樸𠟼・倉松・鸞鳥・媼囲・宣威の10県を管轄した。王莽のとき、張掖郡と改称された。
後漢が建てられると、武威郡の称にもどされた。武威郡は姑臧・武威・張掖・休屠・揟次・樸𠟼・倉松・鸞鳥・媼囲・宣威・顕美・鶉陰・祖厲・左騎の14県を管轄した。
晋のとき、武威郡は姑臧・宣威・揟次・倉松・顕美・驪靬・番和の7県を管轄した。
北魏のとき、林中・襄城の2県を管轄した。
583年（開皇3年）、隋が郡制を廃すると、涼州の属郡の武威郡は廃止された。607年（大業3年）に州が廃止されて郡が置かれると、涼州は武威郡と改称された。姑臧・昌松・番和・会寧の4県を管轄した。
619年（武徳2年）、唐が李軌を平定すると、武威郡は涼州と改められ、涼州総管府が置かれた。742年（天宝元年）、涼州は武威郡と改称された。758年（乾元元年）、武威郡は涼州と改称され、武威郡の呼称は姿を消した。